# Foley (Alabama)
Foley – miasto w Stanach Zjednoczonych, w stanie Alabama, w hrabstwie Baldwin. Według danych na rok 2020 miejscowość zamieszkiwało 20 335 osób, a gęstość zaludnienia wyniosła 240,45 os./km². Razem z miastami Daphne i Fairhope tworzy obszar metropolitalny, który mierzy 1589,8 km², a na jego terenie mieszka 239,3 tys. mieszkańców. Foley jest drugim (po Fairhope) najszybciej rozwijającym się miastem w stanie Alabama pod względem ludności.

## Geografia
Foley ma łączną powierzchnię 84,57 km², w tym 84,2 km² stanowi ląd, a 0,37 km² stanowią wody. Miasto jest położone 24 m n.p.m..

### Klimat
Średnia temperatura wynosi +18 °C. Najcieplejszym miesiącem jest czerwiec (+24 °C), a najzimniejszym miesiącem jest styczeń (+9 °C). Średnie opady wynoszą 1855 mm rocznie. Najbardziej wilgotnym miesiącem jest luty (237 mm opadów), a najbardziej suchym miesiącem jest październik (58 mm opadów).

## Demografia

### Spis powszechny z 2010 roku
W 2010 roku Foley zamieszkiwało 14 618 osób, a gęstość zaludnienia wyniosła 204,9 os./km². Miasto liczyło wówczas 6165 gospodarstw domowych, w których mieszkało 4124 rodziny. Większość mieszkańców (77,1%) stanowili biali, natomiast 14,9% mieszkańców stanowili przedstawiciele rasy czarnej. Pozostałe 8% mieszkańców stanowili Azjaci (1,1%), Latynosi (6,3%), przedstawiciele rdzennej ludności (0,6%).

### Spis powszechny z 2020 roku
Według danych na rok 2020 Foley liczyło 9911 gospodarstw domowych, w których mieszkało 9241 rodziny. Większość mieszkańców (73%) stanowili biali, natomiast 11,5% mieszkańców stanowili przedstawiciele rasy czarnej. Pozostałe 15,5% mieszkańców stanowili Azjaci (1,1%), Latynosi (8,7%), przedstawiciele rdzennej ludności (0,4%) oraz 5,3% pozostałe rasy człowieka. Średni wiek wszystkich mieszkańców wynosi 53 lata, natomiast 30,7% wszystkich mieszkańców (6243 osoby) stanowią osoby powyżej 65 roku życia.
Historyczna populacja:
| Rok        | 1920 | 1930    | 1940  | 1950   | 1960    | 1970   | 1980   | 1990   | 2000   | 2010   | 2020   |
| ---------- | ---- | ------- | ----- | ------ | ------- | ------ | ------ | ------ | ------ | ------ | ------ |
| Ludność    | 243  | 791     | 864   | 1301   | 2889    | 3368   | 4003   | 4937   | 7590   | 14 618 | 20 335 |
| Zmiana w % |      | +225,5% | +9,2% | +50,6% | +122,1% | +16,6% | +18,9% | +23,3% | +53,7% | +92,6% | +39,1% |

## Miasta partnerskie
- Hennef, Niemcy[11].